# Тим Ръс
Тимъти Даръл „Тим“ Ръс (роден на 22 юни 1956) е американски актьор, режисьор, сценарист и музикант. Става известен с ролята си на лейтенант-командир Тувок в сериала Стар Трек: Вояджър.

## Биография
Ръс е роден Вашингтон, окръг Колумбия, като майка му е държавен служител, баща му – офицер от Военновъздушните сили на САЩ. Прекарва част от детството си в Турция.

### Стар Треки други роли
Преди да получи ролята на Тувок, Ръс играе няколко малки роли в Стар Трек франчайза. Той се явява на кастинг за ролята на Джорди Ла Фордж в Стар Трек: Следващото поколение.
За разлика от по-голямата част от актьорите от Стар Трек, Ръс е треки преди да получи ролята си във Вояджър.
Освен ролята на Тувок в сериала Стар Трек: Вояджър, Ръс играе следните роли в други Стар Трек продукции:
- Девор, наемник в епизода „Starship Mine“ на Следващото поколение (1993)
- Т'Кар, клингон в епизода „Invasive Procedures“ на Космическа станция 9 (1993)
- Тактически офицер на борда на Ентърпрайз-B във филма Стар Трек VII: Космически поколения (1994)
- Тувок от огледалната вселена в епизода „Through the Looking Glass“ на Космическа станция 9 (1995).

През 1995 Ръс, заедно с Марк Паникия, написва историята за комиксите Стар Трек: Космическа станция 9 #29 и 30. Ръс озвучава Тувок в компютърните игри Star Trek: Voyager – Elite Force и Star Trek: Elite Force II. Ръс също е режисьор и главен актьор във фен сериала Star Trek: Of Gods and Men.
В периода 2007 – 2009 Ръс играе ролята на портиера Франк в комедийния сериал Коя е Саманта?.

### Музикална кариера
- Only a Dream in Rio (1998)
- Tim Russ (2000)
- Kushangaza (2001)
- Brave New World (2003)
- 2nd Thoughts (2007)

## Филмография

### Актьорски роли
- Crossroads (1986) ... в ролята на Робърт Джонсън
- Fire with Fire (1986) ... в ролята на Джери Уошингтън
- Космически яйца (1987) ... в ролята на Trooper
- Смъртоносно желание 4 (1987) ... в ролята на Джеси
- Timestalkers (1987)
- Pulse (1988) ... в ролята на полицай
- Roots: The Gift (1988) ... в ролята на Marcellus
- The Highwayman (1988) ... в ролята на D.C. Montana
- Мърфи Браун...в ролята на офицер от тайните служби
- Птица (1988) ... в ролята на Харис
- Family Matters (1990) ... в ролята на Джеф
- Принцът от Бел Еър (1990) ... в ролята на Юджийн
- Dead Silence (1991) ... в ролята на заместник шериф Раян
- Eve of Destruction (1991) ... в ролята на Картър
- Night Eyes 2 (1992) ... в ролята на Джеси Йънгър
- Принцът от Бел Еър (1992) ... в ролята на агент Колинс
- Господин събота вечер (1992) ... в ролята на асистент
- Пътешествие до центъра на Земята (1993) ... в ролята на Джо Бригс
- Стар Трек: Следващото поколение (1993) ... в ролята на Девор (Сезон 6, епизод 18)
- Морско приключение (1994) ... в ролята на Мартин Клевенс
- Стар Трек: Космическа станция 9 (1994) ... в ролята на Т'Кар
- Dead Connection (1994) ... в ролята на детектив Чък Роланд
- Стар Трек: Вояджър (1995 – 2001) ... в ролята на лейтенант-командир Тувок
- Стар Трек VII: Космически поколения (1995) ... в ролята на офицер от Ентърпрайз-B
- Стар Трек: Космическа станция 9 (1995) ... в ролята на Тувок от огледалната вселена
- East of Hope Street (1998) ... в ролята на Кейси
- Any Day Now (2002) ... в ролята на съдебен заседател (1 епизод)
- Unfabulous (2005) ... в ролята на полицай Джоунс (1 епизод)
- Кабинетът на доктор Калигари (2005) ... в ролята на чиновник
- The Oh In Ohio (2005) ... в ролята на Дъглас
- Спешно отделение (2005) ... в ролята на д-р Медфорд (1 епизод)
- Военни престъпления (2005) в ролята на Джери Кемпър (1 епизод)
- Unbeatable Harold (2006) ... в ролята на управител на крайпътен ресторант
- Още 20 години блаженство (2006) ... в ролята на Марти (три епизода)
- The Oh in Ohio (2006)... в ролята на Дъглас
- Военни престъпления (2006) ... в ролята на Garage Attendant
- Безследно изчезнали (2006) ... в ролята на Фил Хансен, (Сезон 5, епизод 12)
- Окръжна болница (2006 – 2007).... в ролята на д-р Трент (онколог) – няколко епизода
- Хана Монтана (2007)... в ролята на д-р Мейър
- Умирай трудно 4 (2007) ... в ролята на агент Съмърс
- i-Карли (2007) ... в ролята на директор Тед Франклин
- Коя е Саманта? (2007)... в ролята на портиера Франк
- InAlienable (2008) ... в ролята на телевизионен водещ
- Trust Me (2009) ... в ролята на Гордън Бенедикт (2 епизода)
- Lincoln Heights (2009) ... в ролята на директор
- Тайният живот на една тийнейджърка (2010) ... в ролята на свещеник
- Greyscale (2010) ... в ролята на Gavin Calhoun
- От местопрестъплението: Маями (2010) ... в ролята на Ленърд Стърлинг
- Късмет Чарли! (2010) ... в ролята на Dr. Meijer
- Костюмари (2011) ... в ролята на адвокат (Сезон 1, епизод 8)

### Озвучаващ артист
- Спайдър-Мен: Анимационният сериал (1997) – Хищника
- Star Trek: Voyager – Elite Force – Тувок
- Star Trek: Elite Force II – Тувок
- Lost Planet: Extreme Condition (2006) – Бандеро
- Stormrise (2007) – Донован
- Marvel: Ultimate Alliance 2 (2009) – Black Panther, Colossus
- Dragon Age: Origins (2009) – Zathrian
- Симбионичен Титан (2010) – Соломон

### Продуцент
- East of Hope Street (1998) заедно с Нейт Томас

### Сценарист
- East of Hope Street (1998) заедно с Нейт Томас

### Режисьор
- Plugged
- Star Trek: Of Gods and Men (фен филм от 2007)
- Стар Трек: Вояджър: епизода Living Witness